# Sint-Vituskerk (Blaricum)
De Sint-Vituskerk is een rooms-katholiek kerkgebouw met de status van gemeentelijk monument aan de Kerklaan 17 in de Nederlandse plaats Blaricum.
De kerk uit 1862 is genoemd naar de heilige Vitus. 
Het schip van de kerk werd in 1936 vergroot door C.A. Hardeman. In 2004 werd het interieur gerenoveerd, waarbij de drie dichtgemetselde glas in lood in de apsis opnieuw werden "geopend". Het houten Pieta-beeld in de kerk dateert van 1466. Het oudste voorwerp in de kerk is een monstrans uit 1646. Het Maarschalkerweerdorgel uit 1874 werd in 1995 grondig gerestaureerd. De glas in loodramen zijn gemaakt door Jan Oosterman, het beeld van Sint-Vitus dateert uit de 17e en 18e eeuw. Het beeld van Onze-Lieve-Vrouw van Fátima staat voor de kerk. Op Sacramentsdag wordt een sacramentsprocessie gehouden in de pastorietuin naast de kerk. De stille tocht bij de Blaricumse dodenherdenking op 4 mei start vanaf de Sint Vituskerk.